# Morti nel 2021/Senza giorno specificato
| Questa pagina contiene informazioni ricavate automaticamente dalle voci biografiche con l'ausilio del template Bio e di un bot. L'aggiornamento è periodico e automatico e ricostruisce completamente la pagina. Se manca una persona in questa lista, sei pregato di non aggiungerla, ma accertati piuttosto che la sua voce biografica contenga il template Bio e che i dati anagrafici siano correttamente compilati. Se il template Bio manca, inseriscilo tu stesso o, in alternativa, metti l'avviso {{tmp\|Bio}} che ne segnala la mancanza. Se i dati riportati sono sbagliati, correggi direttamente la voce biografica; le modifiche saranno visibili in questa lista entro pochi giorni. Per chiarimenti vedi il progetto biografie. La lista contiene solo le 51 persone che sono citate nell'enciclopedia e per le quali è stato implementato correttamente il template Bio. Pagina aggiornata al 1 gen 2023. |

- Gariba Abukari, calciatore ghanese (n.1939)
- Vincenzo Affinito, calciatore italiano (n.1932)
- Ali Sadpara, alpinista pakistano (n.1976)
- Judit Bakk, cestista ungherese (n.1944)
- Albert Bandura, psicologo e accademico canadese (n.1925)
- Rossana Banti, partigiana italiana (n.1925)
- Angelo Becchetti, allenatore di calcio italiano (n.1928)
- Marco Bollesan, rugbista a 15, allenatore di rugby a 15 e dirigente sportivo italiano (n.1941)
- Timothy Colman, imprenditore, funzionario e velista britannico (n.1929)
- Giovanni Colonnelli, calciatore italiano (n.1951)
- Raffaele Cutolo, mafioso italiano (n.1941)
- Domenico De Bonis, magistrato e personaggio televisivo italiano (n.1932)
- Francesco Di Benedetto, allenatore di calcio italiano (n.1941)
- Edwin Edwards, politico statunitense (n.1927)
- Tony Esposito, hockeista su ghiaccio e dirigente sportivo canadese (n.1943)
- Cataldo Gambino, calciatore italiano (n.1937)
- Giovanni Gastel, fotografo, scrittore e poeta italiano (n.1955)
- Annamaria Giotto, cestista italiana (n.1915)
- Eric Greif, produttore discografico, manager e avvocato canadese (n.1962)
- Christian Gyan, calciatore ghanese (n.1978)
- Hamish Kilgour, musicista neozelandese (n.1957)
- Fredrik Andersson Hed, golfista svedese (n.1972)
- Merja Hilanne, cestista finlandese (n.1963)
- Ioan Ionescu, cestista rumeno
- Lonnie Kluttz, cestista statunitense (n.1945)
- Yaphet Kotto, attore statunitense (n.1939)
- Maria Kowalówka, cestista polacca (n.1931)
- Roberto Lavorenti, allenatore di pallavolo italiano (n.1963)
- James Levine, direttore d'orchestra statunitense (n.1943)
- Tito Lupini, rugbista a 15 e allenatore di rugby a 15 sudafricano (n.1956)
- Lorraine MacGuire, cestista australiana (n.1934)
- John Madsen, calciatore danese (n.1937)
- Ali Mahdi Mohamed, politico somalo (n.1939)
- Walter Mondale, politico e diplomatico statunitense (n.1928)
- Tom Moore, ufficiale e militare britannico (n.1920)
- Gerd Müller, calciatore e dirigente sportivo tedesco (n.1945)
- Luciano Piquè, calciatore italiano (n.1935)
- Danilo Popivoda, calciatore jugoslavo (n.1947)
- Jim Steinman, produttore discografico, compositore e pianista statunitense (n.1947)
- Giuliano Scabia, drammaturgo e scrittore italiano (n.1935)
- Éva Schneider, cestista ungherese (n.1936)
- Luton Shelton, calciatore giamaicano (n.1985)
- Franco Sioli, baritono e pianista italiano (n.1955)
- Mike Smith, allenatore di calcio inglese (n.1937)
- John Snorri Sigurjónsson, alpinista islandese (n.1973)
- Claudio Sorrentino, doppiatore, direttore del doppiaggio e attore italiano (n.1945)
- Franklin Standard, cestista cubano (n.1949)
- Giosuè Stucchi, calciatore e allenatore di calcio italiano (n.1931)
- Jaroslav Tetiva, cestista cecoslovacco (n.1932)
- Al Unser, pilota automobilistico statunitense (n.1939)
- Giuliano Zoratti, calciatore e allenatore di calcio italiano (n.1947)